# Andrzej Bartkowiak (filmowiec)
Andrzej Bartkowiak (ur. 6 marca 1950 w Łodzi) – polski operator filmowy i reżyser.

## Życiorys
Absolwent XXI Liceum Ogólnokształcącego im. Bolesława Prusa w Łodzi. W latach 1970–1972 studiował na Wydziale Operatorskim PWSFTViT w Łodzi. W 1972 wyjechał do Stanów Zjednoczonych, gdzie zaczął pracować w przemyśle reklamowym oraz realizując zdjęcia do obrazów niezależnych twórców. Jest jednym z najbardziej cenionych polskich operatorów pracujących w Hollywood. Mąż amerykańskiej aktorki Diane Venory (1980–1989), z którą ma córkę Magdę.

## Filmografia

### operator
- Książę wielkiego miasta (1981)
- Werdykt (1982)
- Czułe słówka (1983)
- Honor Prizzich (1985)
- Nazajutrz (1986)
- Wariatka (1987)
- Bliźniacy (1988)
- Rodzinny interes (1989)
- Upadek (1993)
- Adwokat diabła (tyt. org. Guilty as Sin) (1993)
- Speed: Niebezpieczna prędkość (1994)
- Gatunek (1995)
- Jade (1995)
- Miłość ma dwie twarze (1996)
- Adwokat diabła (1997)
- Góra Dantego (1997)
- Zabójcza broń 4 (1998)
- Plotka (2000)
- Trzynaście dni (2000)
- Anatomia strachu (2011)
- Grey Lady (2017)

### reżyser
- 2000: Romeo musi umrzeć (Romeo Must Die)
- 2001: Mroczna dzielnica (Exit Wounds)
- 2001: HRT
- 2003: Od kołyski aż po grób (Cradle 2 the Grave)
- 2005: Doom
- 2009: Street Fighter: Legenda Chun-Li (Street Fighter: The Legend of Chun-Li)
- 2017: Potężne uderzenie (Maximum Impact)